# Хуан, принц Астурійський
Хуан (30 червня 1478, Севілья, Кастилія і Леон — 4 жовтня 1497, Саламанка, Кастилія і Леон) — другий син католицьких монархів Іспанії Фернандо та Ізабелли. Спадкоємець престолу Кастилії та Арагону.

## Ранні роки

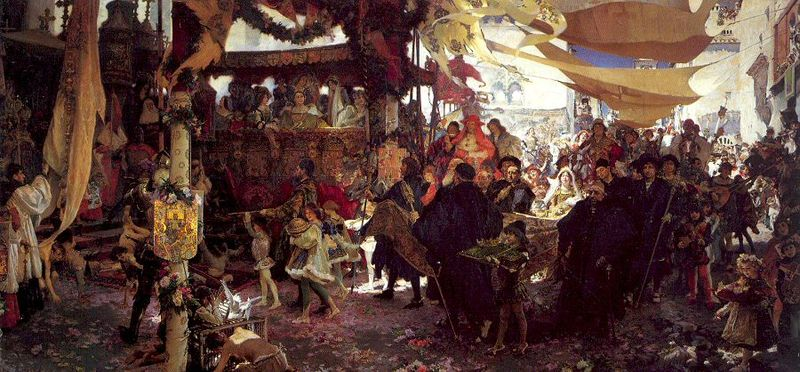
Франсіско Праділья. Свита хрещення Дона Хуана, сина католицьких монархів, на вулицях Севільї, 1910

Принц Хуан народився 20 червня 1478 року в Севільї. Туди його батьки, «католицькі монархи» королева Кастилії Ізабелла та король Арагону Фернандо, переїхали 22 липня 1477 року в ході війни за кастильську спадщину проти інфанти Хуани, дружини португальського короля Афонсу V та племінниці Ізабели.
Народження Хуана дозволило Ізабелі зміцнити свою позицію як суверена. У нього була старша сестра Ізабела та молодші сестри Хуана, Марія та Каталіна.
Католицькі монархи перемогли у війні проти короля та королеви Португалії. Для переговорів із Ізабелою король Афонсу відправив інфанту Беатрису, герцогиню Візеуську. Ізабела та Беатриса зустрілися в березні 1479 року. За умовами договору, колишня королева Португалії Хуана (її шлюб анулював Папа Римський) могла або одружитися з принцом Хуаном, дочекавшись, допоки йому виповниться 13-14 років (на той момент Хуані мало бути близько тридцяти), або піти в монастир. У будь-якому випадку, Хуана мала відмовитися від прав на престол.

## Дитинство та освіта

Герб Хуана, принца Астурійського

Ізабела I, попри зайнятість справами в ролі королеви, багато уваги приділяла дітям. Хуан був її єдиним сином, тому вона називала його «мій ангел», навіть тоді, коли їй доводилося сварити його. Годувальницею Хуана була Марія де Гусман, що належала до впливового роду Мендоса.
Першим учителем Хуана був Дієго де Деса, що навчав принца теології в університеті Саламанки. Де Деса був інквізитором і не поділяв ідеї гуманізму. Наприкінці 1480-х років Ізабела запросила до Іспанії італійського гуманіста П'єтро Мартире д'Ангієра, щоб той навчав Хуана. Також учителями Хуана були Ніколас де Овандо та Гонсало Фернандес де Ов'єдо і Вальдес.

## Шлюб

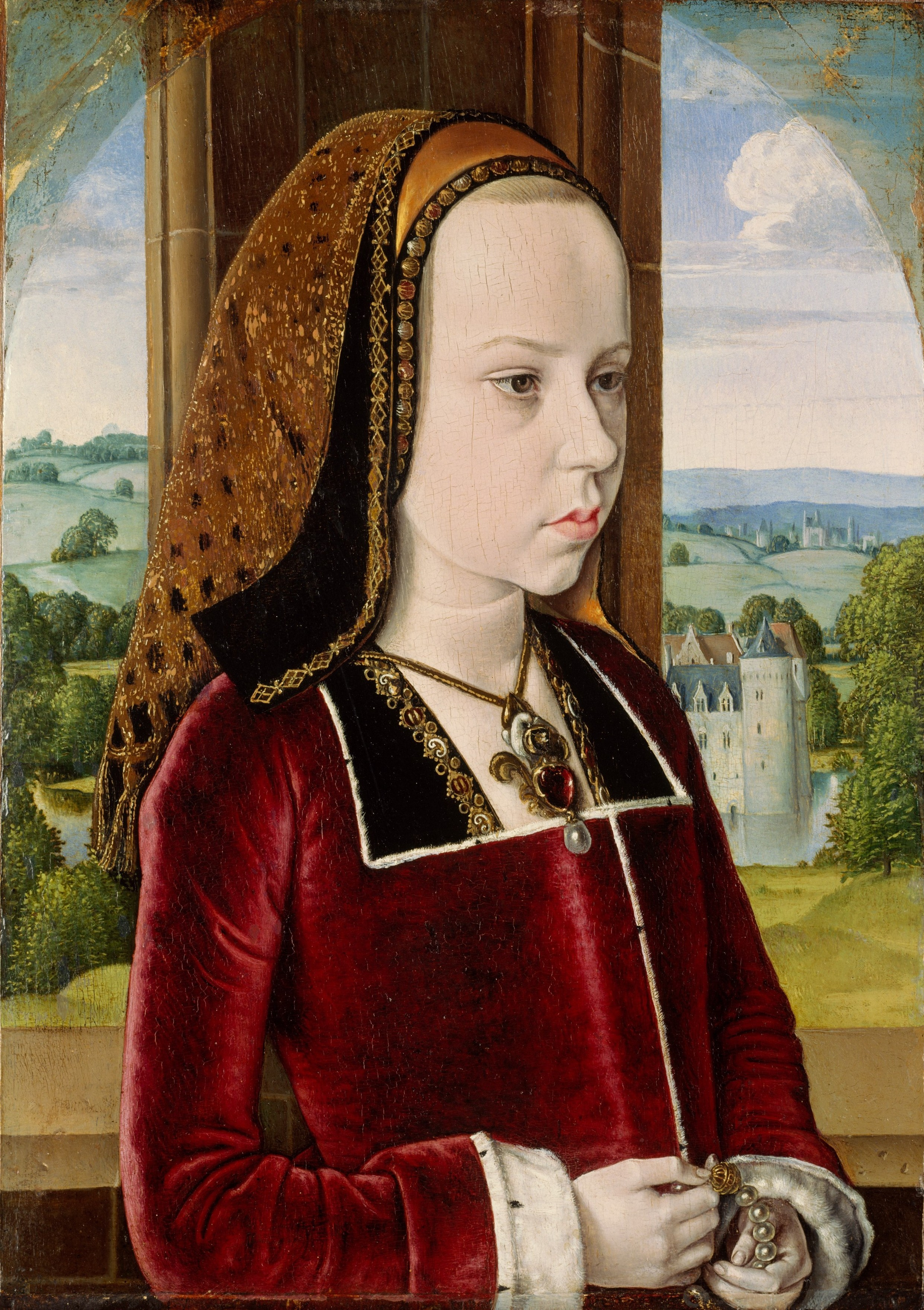
Маргарита Австрійська, дружина принца Хуана. Жан Хей, прибл. 1490

Ізабела та Фердинанд планували одружити принца із Катериною Йоркською — дочкою англійського короля Едуарда IV та Єлизавети Вудвіл. 1483 року Едуард IV помер, і престол успадкував його молодий син Едуард V. Проте незабаром владу захопив брат покійного короля Річард III. Тоді шлюб Едуарда IV та Єлизавети Вудвіл визнали бігамним, а відтак — недійсним. Католицьким монархам довелося відмовитися від шлюбу Хуана з Катериною.
Також католицькі монархи планували здійснити подвійний шлюб: Хуан мав одружитися з дочкою імператора Священної Римської імперії Максиміліана I, ерцгерцогинею Маргаритою, а інфанта Хуана — з його ж сином Філіпом. Водночас король Франції Карл VIII розпочав вторгнення в Італію, наступаючи на Неаполь, де правила гілка Трастамарської династії, до якої належали Ізабела та Фердинанд. Це зміцнило союз католицьких монархів із Габсбургами.
20 січня 1495 року в Антверпені був укладений союз між Іспанією та Габсбургами, який включав шлюби Хуана з Маргаритою та Філіпа з Хуаною.
Наприкінці 1496 року інфанта Хуана покинула Іспанію, щоб одружитися з Філіпом Габсбургом. 3 квітня 1497 року Філіпова сестра, 16-річна Маргарита, одружилася із принцом Хуаном у Бургоському соборі.

## Смерть

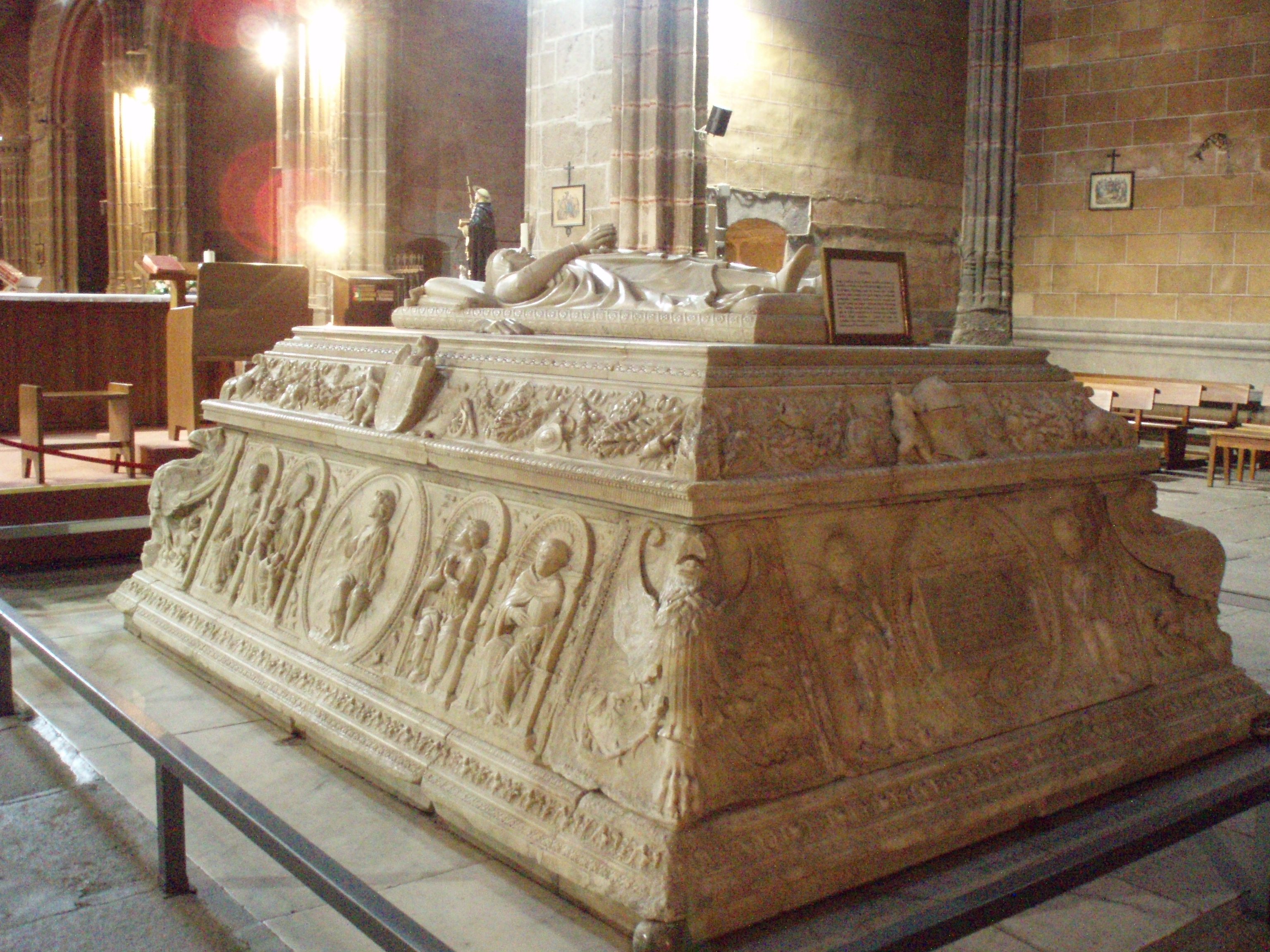
Поховання принца Хуана в королівському монастирі Санто-Томас, Авіла

Восени 1497 року принц Хуан разом із дружиною дорогою в Португалію на весілля своєї старшої сестри, інфанти Ізабели, зупинився в Саламанці. Там він помер 4 жовтня 1497 року від лихоманки.
Принца Хуана поховали в королівському монастирі Санто-Томас в Авілі.
За кілька місяців після смерті Хуана в його дружини Маргарити стався викидень. Після цього інфанта Ізабела була призначена принцесою Астурійською та Жиронською, а відтак — наступницею престолів Кастилії та Арагону.